# 弘咨
弘 咨（こう し、生没年不詳）は、中国後漢末期の人物。揚州丹陽郡曲阿県の人。孫権の姉婿。

## 事績
建安5年（200年）に孫策が暗殺され、その弟の孫権が勢力を引き継いだばかりの頃、弘咨は異才と評価した諸葛瑾を孫権に推挙した。諸葛瑾はその後、孫権配下の重臣として栄達するが、弘咨のそれ以外の事績は不明。
『三国志』孫皓伝の注に引く『呉録』によると、呉の中書令・太子少傅の官に上った弘璆は「弘咨の孫で、孫権の外甥（母方の甥）」という。ただし弘咨が孫権の姉婿、弘璆が孫権の外甥とするなら、両者は父子関係が正とも考えられる。